# L'Aveugle de Twin-Forth
Pour plus de détails, voir Fiche technique et Distribution.
L'Aveugle de Twin-Forth (titre original : The Sagebrusher) est un film muet américain réalisé par Edward Sloman, sorti en 1920.

## Fiche technique
- Titre original : The Sagebrusher
- Titre français : L'Aveugle de Twin-Forth
- Réalisation : Edward Sloman
- Scénario : William H. Clifford, d'après le roman d'Emerson Hough
- Directeur de la photographie : John F. Seitz
- Pays : États-Unis
- Son : muet
- Couleur : noir et blanc
- Format : 1.33 : 1
- Date de sortie : 
  - États-Unis : janvier 1920
  - France : 6 mai 1921

## Distribution
- Roy Stewart : Dr. Barnes
- Marguerite De La Motte : Mary Warren
- Noah Beery : Sim Gage
- Betty Brice : Annie Squires
- Arthur Morrison : Wid Gardner
- Gordon Russell : Big Aleck
- Edwin Wallock : Frederick Waldhorn
- Thomas O'Brien : Charlie Dornewald
- Aggie Herring : Mrs. Jensen